# Буровой насос
Буровой насос — агрегат, являющийся частью циркуляционной системы буровой установки. С помощью него обеспечивается прокачка бурового раствора, благодаря чему происходит вынос выбуренной породы, укрепление ствола скважины и охлаждение долота.
В зависимости от выполняемых задач, буровой насос может выпускаться во множестве исполнений. Самыми распространенными являются 2-ух и 3-х поршневые агрегаты.
Конструкция бурового насоса условно разделяется на гидравлическую и приводную часть. В приводной части происходит преобразование вращательного движения, получаемого от привода, в поступательное движение, далее передающееся к поршням. В гидравлической части механическая энергия, полученная от поршней, преобразуется в гидравлическую энергию жидкости.
Буровой насос является гидравлической машиной объёмного действия, в которой происходит разделение потока жидкости на отдельные объёмы. Подача жидкости от бурового насоса также происходит порциями.
Нагнетание жидкости происходит за счёт совместной работы поршня и клапанов. Клапаны, всасывающий и нагнетательный, располагаются соответственно на всасывающей и нагнетательной линии. Являясь самодействующими, их открытие и закрытие происходит за счёт перепада давления жидкости, силы упругости пружинного элемента и веса тарели клапана.

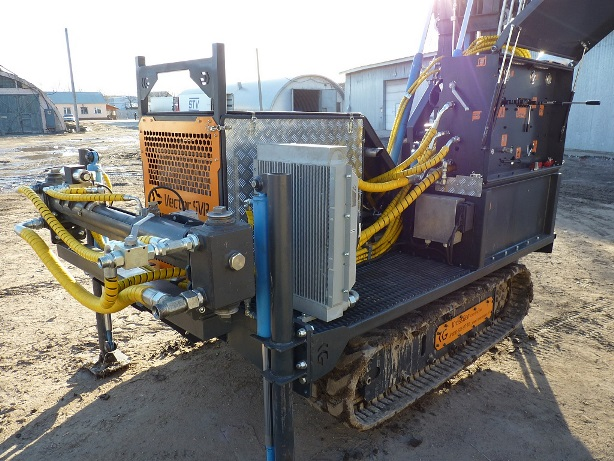
Буровой насос

|  |